# Lyle Campbell
Lyle Richard Campbell (Oregon, 22 ottobre 1942) è un linguista statunitense esperto di lingue native americane (soprattutto quelle della Mesoamerica) e di glottologia in generale.
È esperto anche di lingue uraliche (ugro-finnico). È professore di linguistica presso l'Università dello Utah di Salt Lake City, e direttore del Center for American Indian Languages (CAIL) della stessa università.

## Biografia ed opere
Campbell è cresciuto nell'Oregon rurale. Ha ricevuto un Bachelor of Arts in archeologia ed antropologia nel 1966, un Master of Arts in linguistica (Università di Washington) nel 1967, ed un dottorato in linguistica (Università della California, Los Angeles) nel 1971.
Campbell ha ottenuto incarichi presso l'Università del Missouri (1971-1974), la State University of New York at Albany (1974-1989), la Louisiana State University (1989-1994), la University of Canterbury, a Christchurch, Nuova Zelanda (1994-2004), e l'Università dello Utah (dal 2004). È stato professore in visita presso l'Australian National University, il Colegio de México, la Memorial University (Canada), l'Ohio State University, l'Università di Amburgo, l'Università di Helsinki, la UNAM (Messico), la Universidad del País Vasco (Spagna), l'Università di Turku (Finlandia) e tra università in Brasile. Le nomine hanno coperto sia l'ambito linguistico che antropologico.
Tra le specializzazioni di ricerca ed insegnamento ci sono: glottologia, lingue native americane, documentazione e rivitalizzazione di lingue a rischio, tipologia, sociolinguistica, antropologia linguistica e ligue uraliche.
È stato autore di 20 libri e 185 articoli. Due dei suoi libri (American Indian languages: The historical linguistics of Native America e Historical Syntax in Cross-Linguistic Perspectives, scritti con Alice C. Harris) sono stati premiati con il Leonard Bloomfield Book Award dalla Linguistic Society of America come miglior libro di linguistica pubblicato nei due anni precedenti.

## Opere pubblicate
- Lyle Campbell, Robert Blair et al. (1971). Cakchiquel Basic Course. Provo: Peace Corps.
- Lyle Campbell, (1977). Quichean Linguistic Prehistory (University of California Publications in Linguistics, 81). Berkeley: University of California Press.
- Lyle Campbell, et al. (1978). Bibliography of Mayan Languages and Linguistics. Institute for Mesoamerican Studies, Publication 3. SUNY Albany.
- Lyle Campbell e Marianne Mithun, (1979). The Languages of Native America: An Historical and Comparative Assessment. Austin: University of Texas Press
- Lyle Campbell, (1980). El Idioma Cacaopera. (Colección Antropología e Historia, 16.)  Administración del patrimonio cultural. San Salvador, El Salvador: Ministerio de Educación, Dirección de publicaciones
- Lyle Campbell e John Justeson (1984). Phoneticism in Mayan Hieroglyphic Writing. (Institute for Mesoamerican Studies, Pub. 9.) SUNY Albany/University of Texas Press
- Lyle Campbell et al. (1985). The Foreign Impact of Lowland Mayan Languages and Script. (Middle American Research Institute, publication 53.) New Orleans: Tulane University
- Lyle Campbell, (1985). The Pipil language of El Salvador. Berlin: Mouton de Gruyter
- Lyle Campbell, (1988). The Linguistics of Southeast Chiapas. (Papers of the New World Archaeological Foundation, 51.) Provo, Utah
- Lyle Campbell e E. Migliazza (1988). Panorama General de las Lenguas Indígenas en las Amerícas. Historia General de América, tomo 10. Instituto Panamericano de Geografía e Historia. Caracas, Venezuela
- Lyle Campbell e Alice C. Harris (1995). Historical syntax in cross-linguistic perspective. Cambridge:  Cambridge University Press
- Lyle Campbell, P. J. Mistry e Jane Hill (1997). The Life of Language:  Papers in Linguistics in Honor of William Bright. Berlin: Mouton de Gruyter
- Lyle Campbell, (1997). American Indian languages: the historical linguistics of Native America. Oxford: Oxford University Press. ISBN 0-19-509427-1
- Lyle Campbell, (1998). Historical Linguistics: an Introduction. Edinburgh: Edinburgh University Press
- Lyle Campbell, (1999). Historical Linguistics: an Introduction. Cambridge, MA: MIT Press
- Lyle Campbell, (2003). Grammaticalization:  a critical assessment. Special issue of Language Sciences, vol. 23, numbers 2-3
- Lyle Campbell et al. (2004). New Zealand English: its Origins and Evolution. Cambridge: Cambridge University Press
- Lyle Campbell, (2004). Historical Linguistics: an Introduction (2nd edition). Edinburgh: Edinburgh University Press, and Cambridge, MA: MIT Press
- Lyle Campbell e William J. Poser (2008). Language Classification: History and Method. Cambridge: Cambridge University Press. ISBN 978-0-521-88005-3